# Centralny Ogród Botaniczny w Pjongjangu
Centralny Ogród Botaniczny w Pjongjangu – ogród botaniczny w Pjongjangu w Korei Północnej, z kolekcją liczącą ok. 5 tysięcy gatunków roślin, w tym wieloma drzewami. 

## Położenie
Ogród znajduje się w północno-wschodniej dzielnicy Pjongjangu – Taesŏng. Zajmuje powierzchnię 200 ha.

## Opis
Ogród został założony w kwietniu 1959 roku. W ogrodzie rośnie ok. 5000 gatunków roślin, w tym wiele drzew takich jak metasekwoje, klony, jodły, brzozy, orzechy i miłorzęby. Niektóre rośliny to prezenty od zagranicznych głów państw, m.in. cedr himalajski podarowany w 1984 roku Kim Dzong Ilowi, buk przywieziony przez przywódcę NRD Ericha Honeckera. 
Ogród podzielony jest na 14 sekcji, m.in. z roślinami użytkowymi, ozdobnymi, sadem, szkółką leśną i herbarium. Ogród ma dwie ogromne szklarnie, rozarium i osobną sekcję z piwoniami. 
W ogrodzie zobaczyć można odmianę 'Kimilsungia' – kultywar orchidei z rodzaju dendrobium wyhodowany przez indonezyjskiego botanika i nazwaną na cześć Kir Ir Sena oraz odmianę begonii bulwiastej 'Kimjongilia' nazwaną na cześć Kim Dzong Ila. 
W 2009 roku wydano serię znaczków pocztowych, by uczcić 50. rocznicę założenia ogrodu.